# Leslie Watson
Leslie Mary Watson (Glasgow, 4 februari 1948 – 1 januari 2024) was een Britse atlete, gespecialiseerd in de marathon. 

## Loopbaan
Watson zou naar schatting meer dan 60 marathons gewonnen hebben en wordt gezien als een pionier voor vrouwen in het lange afstandslopen. Zo was ze in 1979 de snelste vrouw bij de ultramarathon Londen-Brighton van 54 mijl, terwijl vrouwen officieel nog niet mochten meedoen. Een jaar later won ze deze wedstrijd en werd dit wel officieel toegelaten.

## Kampioenschappen
| Discipline  | Titel            | Jaar       |
| ----------- | ---------------- | ---------- |
| Veldlopen   | Schots kampioene | 1966, 1967 |
| 1 Eng. Mijl | Schots kampioene | 1966       |
| Marathon    | Brits kampioene  | 1981       |

## Palmares[3]

### Marathon
- Marathon van Glasgow: (: 1979, 1980, : 1981, 1982, 1983, 1984, 1986, 1987)
- Marathon van het eiland Wight: (: 1980, 1981, 1982, 1983, 1991, 1993, 1994, : 1992, : 1976, 1978)
- Marathon van Rugby: (: 1980, 1981 (Brits Kampioenschap), : 1978, 1979)
- Marathon van Reykjavik: (: 1984, 1985)
- Marathon van Genève: (: 1981, 1982)
- Marathon van Edinburgh: (: 1982, : 1986)
- Marathon van Adelaide: ( 1989)
- Marathon van Rennes: (: 1989)
- Marathon van Barcelona (als marathon van Catalonië): (: 1985, : 1988)
- Marathon van Rome: (: 1984)
- Marathon van Parijs: ( 1985)
- Marathon van Valencia: (: 1989)
- Marathon van Dublin: (: 1987)
- Internationale marathon van Milaan: (: 1986)
- Marathon van Florence: (: 1984)
- Marathon van Perth: (: 1985)
- Marathon van Rijsel: (: 1988)
- Marathon van Enschede: (: 1981)
- Marathon van Marrakesh: (: 1988)
- Marathon van Marseille: (: 1985)

### Ultralopen
- 1979: Londen-Brighton (87,325 km) - 6:55.11
- 1980:  Londen-Brighton (87,325 km) - 6:56.10

### Veldlopen
- 1966: : Schots Kampioenschap in Hamilton
- 1967: : Schots Kampioenschap in Glasgow